# صومعه ریلا
صومعهٔ ریلا (بلغاری: Рилски манастир) یک صومعه در کشور بلغارستان است که به عنوان یکی از معروفترین نقاط گردشگری این کشور به‌شمار می‌آید. تاریخ احداث آن به حوالی قرن ۱۰ میلادی بازمی‌گردد. این عبادتگاه در کوه ریلا بلغارستان واقع شده و در سال ۲۰۰۹ حدود ۹ میلیون بازدیدکننده را جذب کرده‌است. صومعه ریلا شامل بناهای مختلفی من جمله کلیسا، دروازه ورودی و چند برج است.

## معماری

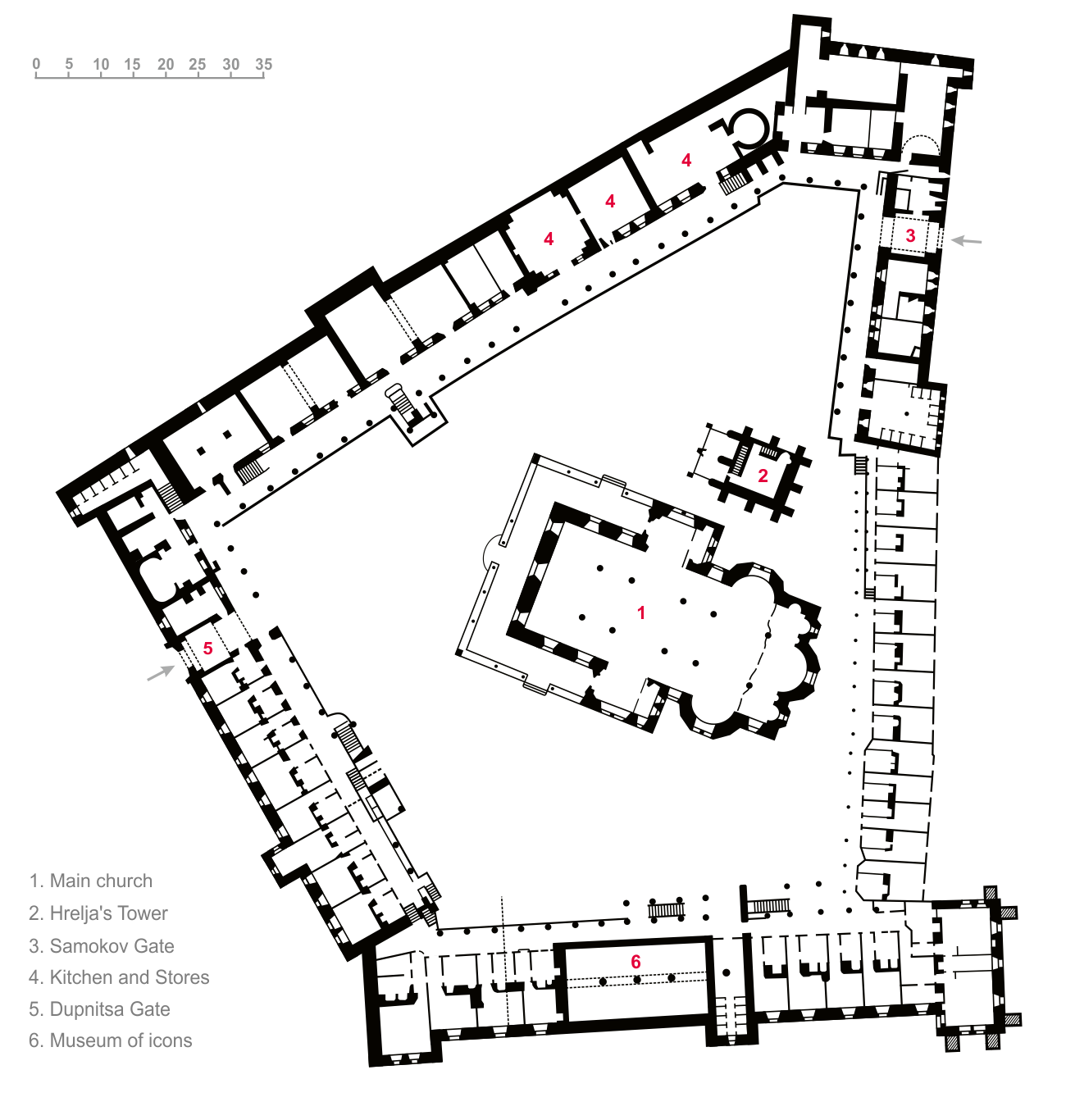
Plan

زمین این بنا حدود ۸۸۰۰ متر مربع است که زیر بنای آن ۳۲۰۰ متر مربع می‌باشد. کلیسای اصلی به همراه برج‌های ساختمان در این فضا قرار گرفته‌است.
معمار اصلی ریلا شخصی به نام پائول یونف است که بین سال‌های ۱۸۳۴ تا ۱۸۳۷ قسمت‌های تخریب شده را مرمت کرد. پس از وی افراد دیگری برای ترمیم نقاشی‌ها، مجسمه‌ها و … وارد عمل شدند.

## تاریخ

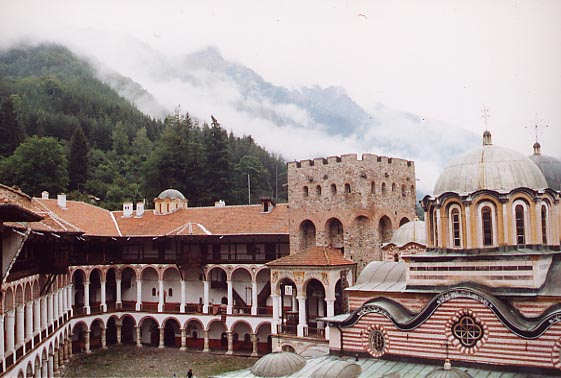
نمای داخلی صومعه

نظرات مختلفی من باب ساخت این صومعه وجود دارد. عده زیادی معتقدند که این بنا توسط ایوان ریلا و شاگردانش قبل از قرن ۱۰ میلادی ساخته شده‌است.
مدتی پس از احداث، این مکان تبدیل به مرکز فرهنگی منطقه شد و از طرف پادشاهان بلغارستان مورد احترام قرار گرفت. به‌طور کلی هر امپراتوری که به قدرت می‌رسید، با اختصاص بودجه سعی می‌کرد تا این صومعه را مورد احترام قرار دهد. دروازه ورودی ریلا یادگاریست از حمایت پادشاهان در قرن ۱۲ تا ۱۴ میلادی.

### تخریب توسط عثمانی‌ها
با هجوم ترکان عثمانی، قسمت‌هایی از این عبادتگاه از بین رفت. هجوم عثمانی‌ها و عدم حمایت مالی از این بنای تاریخی سبب شد تا قسمت‌های بیشتری از آن در گذر زمان نابود شود و رفته رفته اهمیت خود را از دست بدهد.

### آتش‌سوزی
این مکان مقدس در زمان احیای فرهنگ بلغاری یا بیداری ملی بلغارستان (قرن ۱۸ و ۱۹)، توسط افرادی ناشناس به آتش کشیده شد. پس از این واقعه ثروتمندان با هزینه شخصی، اقدام به مرمت این صومعه کردند. توجه حکومت و ثروتمندان سبب شد تا ریلا در کنار کوهی به همین نام بار دیگر مود توجه مردم قرار بگیرد.

### تثبیت جایگاه
در تاریخ ۲۵ مه ۲۰۰۲ پاپ یوحنا پولس دوم در کنار سفرش به بلغارستان از صومعه ریلا بازدید کرد. این در حالی بود که سال‌ها قبل با تلاش سیاستمداران بلغاری، این مکان در لیست رسمی یونسکو قرار گرفته بود.

## نگارخانه
- نقاشی دیواری درون صومعه
- نقاشی‌ها قسمت غربی